# بابارازي
بابارازي (بالإنجليزية: Paparazzi)‏ أغنية للفنانة الأمريكية ليدي غاغا، وكانت آخر أغنية منفردة تطلقها من ألبومها الأول الشهرة. كتبت غاغا الأغنية لتصور صراعها مع سعيها للشهرة، وتصور الكلمات مطارد مهووس يلاحق أحداً سعياً للانتباه والشهرة.
أعجب النقاد بـ«بابارازي» لكونها أغنية مسلية وصديقة للملاهي الليلية. واستطاعت الأغنية أن تحتل مركزاً في أول عشرة أغاني في خمس دولة كما احتلت المركز الأول في ألمانيا والتشيك.

## الموسيقى التصويرية
يبلغ طول الفيديو كليب ثمانية دقائق وهو عبارة عن فيلم مصغر. يبدأ الكليب مع قصر كبير مجاور للشاطئ، حيث تكون غاغا مع حبيبها جالسان على السرير، ينتقلان بعد ذلك إلى الشرفة ويبدآن تبادل القبل، حيث يكون هناك مصورون مختبئون بين الشجيرات يلتقطان صورهما، وتكتشف غاغا أن حبيبها جعل ذلك البابارازي (المصور) يصورهما وتحاول إيقافه. ولكنه لا يقبل فتقوم بضربه، والحبيب المثار غضبه يوقعها من الشرفة. وتستلقي هي على الأرض مغطاة بدمها ويتابع المصورون تصوير جسدها المغطى بالدماء، وتدعي عناوين الصحف الصفراء أن مهنتها انتهت. بعد ذلك تظهر ليدي غاغا يخرجها راقصوها الرجال من سيارة ليموزين ليحملوها إلى كرسي ذو عجلات. خلال هذا المشهد تبدأ الأغنية. بينما راقصيها يحومون حولها تبدأ هي بالمشي على بساط أحمر بمساعدة عكازين حيث تكون مرتدية لباساً معدنياً مع خوذة ملائمة. تتقاطع هذه المشاهد مع مشاهد أخرى لعارضين ميتين متواجدين في القصر. تظهر غاغا بعد ذلك جالسة على أريكة ذهبية وهي تقبل امرأتين أخرى ين. تبدأ اللازمة بعد ذلك وتظهر غاغا مرتدية رداء أبيض مع تنورة على فخذها الأيمن. يتابع الكليب بعد ذلك حيث تظهر غاغا مرتدية ثوباً مع رداء شعر شبيه بالموهوك. في المشهد الذي يليه تظهر غاغا جالسة على أريكة مع حبيبها الذي يرتدي رقعة على عينه اليمنى يقرآن المجلات. وتظهر غاغا في لباس أصفر ونظارات شمسية يجعلها تبدو كميني ماوس. تنتقم أخيراً من حبيبها بوضع مسحوق سم كان موجود في خاتمها. بينما يقع أرضاً ليموت تتصل غاغا برقم الطوارئ (911) لتقول لهم أنها قتلت حبيبها. تأتي الشرطة لاعتقال غاغا مع تواجد المصورين حولها مرة أخرى عندما تأخذها الشرطة إلى سيارتهم. تظهر في لقطات سريعة صور مجلات تدعو لبراءة غاغا وتقول أنها استعادت مجدها وشهرتها. في المشهد الأخير تأخذ الشرطة صور غاغا حيث تكون مرتدية ثوب شبيه بالتوليب ذاك نفسه على غلاف الأغنية المنفردة.

## وصلات خارجية
- فيديو كليب «بابارازي» لليدي غاغا إم تي في